# Genograma

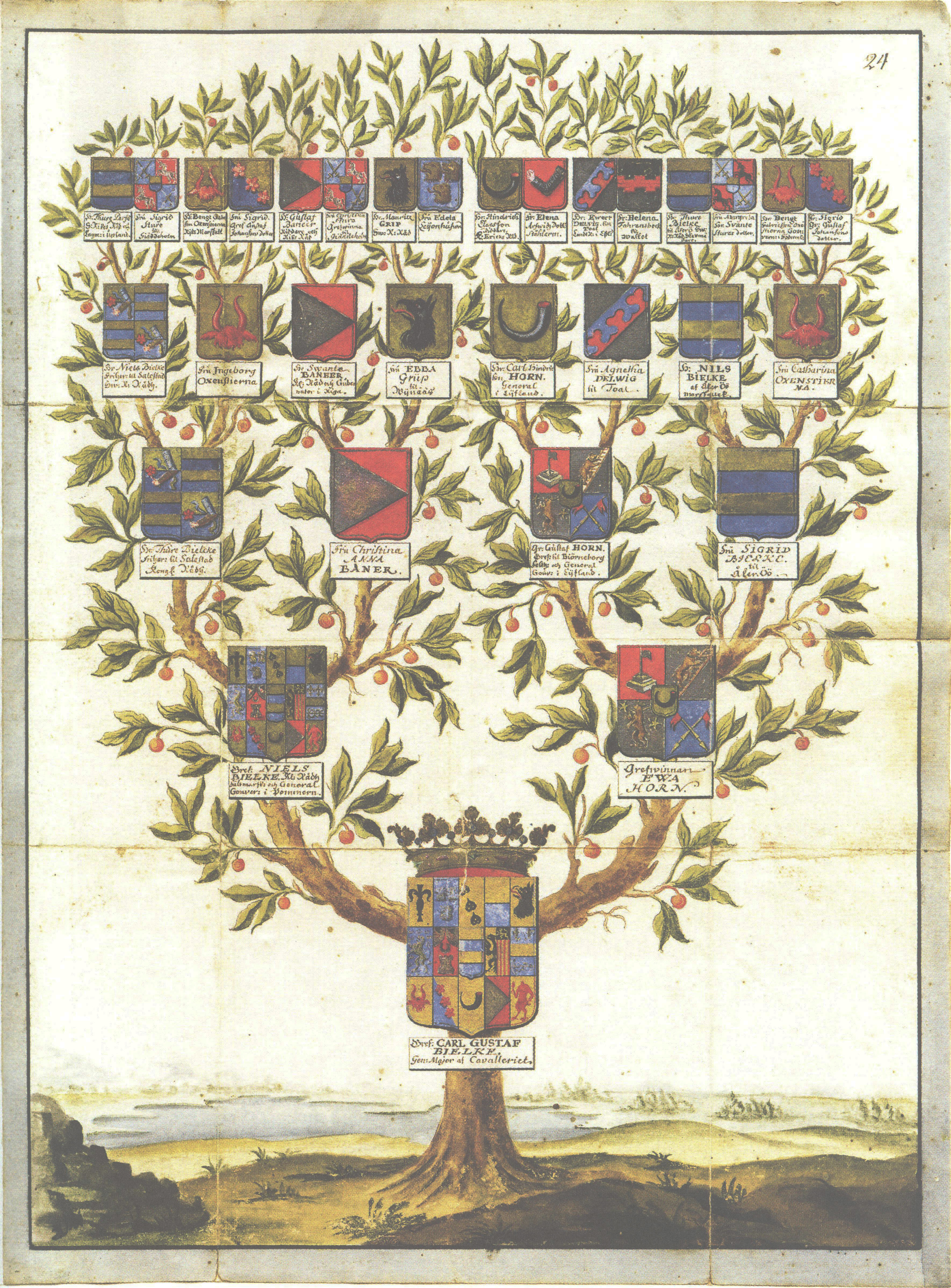
Arbre Genealògic de Carl Gustav Bielke.

Un genograma és la representació gràfica que registra informació sobre els membres d'una família (almenys tres generacions) i les seves relacions. Per mitjà de símbols permet recollir, registrar i relacionar categories d'informació del sistema familiar en un moment determinat de la seva evolució i emprar-ho en la resolució de problemes. En la dècada dels 60 s'utilitza amb l'objectiu d'avaluar antecedents en malalties infeccioses i generar activitats de prevenció i atenció sanitària. Actualment és una tècnica utilitzada per disciplines com el Treball Social.

## Creació del genograma
La construcció, s'elabora durant la primera sessió mantenint una entrevista amb el subjecte. Suposa tres nivells:

### Traç de l'estructura familiar
Construcció de figures que representen persones, membres d'una família biològica i legalment lligats. Cada membre està representat per un quadrat i en el cas femení per un Cercle. La persona a la qual se li fa (persona índex) es representa amb doble cercle o doble quadrat. En el cas de mort d'un dels membres es representa amb una creu a l'interior de la figura o també s'especifica l'edat en morir.

### Traç de les connexions de l'estructura familiar
Permet copsar les relacions biològiques i legals entre els membres d'una família representats per línies que els connecten.
Dues persones que han generat descendència es connecten per una línia que baixa i uneix els membres d'esquerra a dreta. Amb la lletra M i la data s'indica quan es produí el matrimoni. En el cas de separacions i divorcis fets que impliquen una interrupció al matrimoni, es representa mitjançant una línia obliqua, una diagonal en cas de separació i dues en diagonal. En el cas de parelles no casades, s'utilitzen línies discontínues incloent l'any en què es varen conèixer. Per incloure la relació de fills, les figures es connecta a la línia desprenen de la línia que connecta als pares.

### Delineació de les relacions familiars
Correspon a la delimitació de les relacions dels membres de la família, basades en l'observació directa i els informes familiars. S'utilitzen diferents tipus de línies, en el cas dels membres molt units es representa amb tres línies paral·leles, en el cas de relacions distants una línia i per delimitar relacions conflictives entre membres units es representa per tres línies paral·leles i una trencada.